# (43844) Rowling
(43844) Rowling ist ein Asteroid des mittleren Hauptgürtels, der von dem US-amerikanischen Astronomen Mark Hammergren am 25. Juli 1993 am Manastash Ridge Observatory (IAU-Code 664) in der Nähe von Ellensburg im Bundesstaat Washington entdeckt wurde. Unbestätigte Sichtungen des Asteroiden hatte es schon am 22. und 23. August 1979 unter der provisorischen Bezeichnung 1979 QJ3 am La-Silla-Observatorium der Europäischen Südsternwarte in Chile gegeben.
(43844) Rowling wurde am 13. April 2006 auf Vorschlag von Mark Hammergren nach der britischen Schriftstellerin Joanne K. Rowling benannt, die vor allem durch ihre Harry-Potter-Romane bekannt ist.